# لويجي غويدو غراندي

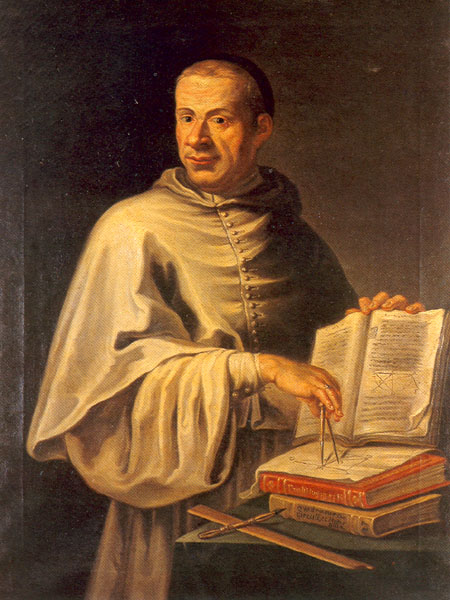
غويدو غراندي

غويدو غراندي (1 أكتوبر 1671 - 4 يوليو 1742) كان راهبًا، وكاهنًا، وفيلسوفًا، وعلمًا لاهوتيًا، ورياضيًا، ومهندسًا إيطاليا.

## روابط خارجية
- O'Connor، John J.؛ Robertson، Edmund F.، "لويجي غويدو غراندي"، تاريخ ماكتوتور لأرشيف الرياضيات
- Galileo Project: Guido Grandi